# Medieutredningen
Medieutredningen (Ku 2015:01) är en del av statens offentliga utredningar. Den tillsattes enligt beslut vid regeringssammanträde den 5 mars 2015 genom att anta kommittédirektiven "En mediepolitik för framtiden" och har som huvudsakligt syfte att analysera behovet av politiska insatser när presstödet upphör. Till särskild utredare förordnades den 9 mars 2015 Anette Novak av statsrådet Alice Bah Kuhnke.
Utredningen skulle först redovisa sitt slutbetänkande senast 30 april 2016, men vid regeringssammanträde den 18 februari beslutade man att anta Tilläggsdirektiv till Medieutredningen (Ku 2015:01) som innebar att man istället skulle redovisa slutbetänkandet 31 oktober 2016. Medieutredningens slutbetänkande presenterades för allmänheten den 7 november 2016.

## Utredningens delbetänkanden
Medieutredningen presenterade den 5 november 2015 sitt första delbetänkande Medieborgarna & medierna - En digital värld av rättigheter, skyldigheter - möjligheter och ansvar SOU 2015:94. Delbetänkandet är en analys av hur olika medier ser ut och påverkar samhället utifrån medborgarnas perspektiv. Delbetänkandet presenterar också ett antal framtidsscenarier.
Den 7 april 2016 presenterade man delbetänkande Människorna, medierna & marknaden - Medieutredningens forskningsantologi om en demokrati i förändring SOU 2016:30. Delbetänkandet är en forskningsantologi där olika medieforskare har ombetts att uttala sig med vetenskapligt grundade översikter, analyser och reflektioner.
Den 7 november 2016 presenterade Medieutredningen sitt slutbetänkande En gränsöverskridande mediepolitik - För upplysning, engagemang och ansvar SOU 2016:80.

## Utredningens promemorior
Den 24 mars överlämnade utredningen promemorian De offentligt finansierade medierna - frågeställningar som bör utredas inför nästa tillståndsperiod. I promemorian tar man bland annat upp finansieringen, organiseringen och uppdragen för public service bolagen SVT, Sveriges radio och UR.
Den 7 november överlämnade utredningen promemorian Mediepolitiska slutsatser och visioner. I promemorian behandlas ökad öppenhet i offentlig förvaltning genom bl.a. transparenta algoritmer, åtgärder för att hela landet ska leva, bl.a. genom en investeringsfond för startup-företag inom mediebranschen, och behovet av en ny konkurrensutredning av de offentligt finansierade mediernas påverkan på det privata medielandskapet.